# Walter J. Donnelly
Walter Joseph Donnelly (* 9. Januar 1896 in New Haven, Connecticut; † 14. November 1970) war ein US-amerikanischer Diplomat.

## Leben
Donnelly studierte Staatswissenschaften sowie Rechtswissenschaften und arbeitete anschließend ab 1921 im US-Justizministerium. Als Soldat diente er ebenfalls im Ersten Weltkrieg. Aus dem US-Justizministerium wechselte er in den diplomatischen Dienst, wo er 1928 als Handelsattaché in Kolumbien tätig war. In der gleichen Position diente er an der US-Botschaft in Kuba (1934) und Brasilien (1937).
Nach dem Krieg fungierte er als Botschafter der Vereinigten Staaten in Costa Rica (1947) und Venezuela. 1950 bis 1951 war Donnelly Hochkommissar der USA im besetzten Österreich und dort anschließend US-Botschafter bis 1952. Vom 1. August 1952 bis 11. Dezember 1952 diente Donnelly als Hoher Kommissar der USA in Deutschland.

## Familie
Seine Eltern waren Henry Joseph Donnelly und Elizabeth Anne Donnelly (geborene Kivian). Walter J. heiratete am 28. Januar 1936 seine Ehefrau Maria Helena Samper de Horrora.